# Gymnazisté
Gymnazisté (rumunsky Liceenii) je rumunský film zapadající do pentalogie o gymnazistech. Ve filmu byla použita hudba Florina Bogardo ( který zároveň píseň z poloviny nazpíval) nazvaná „Gymnaziální léta“. Tak jako u všech pěti filmů, scénář napsal George Șovu.

## Děj
Mihai a Ionică se dostávají do vyšší třídy. Mihai se zamiluje do spolužačky Dany, která je však ve vztahu s Şerbanem, který jí však dá kopačky poté, co ho Dana nepodpoří v otázce Şerbanova postu tajemníka v rumunské komunistické mládežnické organizaci UTC. Mihai se tady začne zabývat šachy, ve kterých je Dana dobrá. Sice nad ní nakonec vyhraje, ale s tím, že zanedbává školu a tak například naštve učitelku matematiky (Isoscel – rumunsky rovnoramenný), které odmítne účast na matematické olympiádě. Navíc se o tom dozvídá jeho otec. Později se tedy začíná učit. Mihai si uvědomí, že Dana pro něj bude jen spolužačkou. Při hře je Mihai Vladem uhozen a Ionică si je toho vědom. Chce mu to vrátit a zlomí mu nohu. Ionică je potrestán. Geta poté přinese na internát rádio a Ionică se přestrojí za dívku a dělá, že pracuje pro rádio a dělá rozhovor. V tu chvíli vchází do třídy Isoscel a zjišťuje kdo to je. Daně se zhoršuje zrak, což zjistí Ionică a dozví se to i Mihai, který to poví třídnímu učiteli, zvanému Sokrates. Şerban Mihaie slovně napadne, přičemž Dana Mihaie obhajuje. Mihai jí při návštěvě muzea pomáhá ven, když se zeptá učitele, za může, když zase špatně vidí. Ionică a Mihai se také vyhýbají reparátu, jako tomu nebylo dříve. Mihai pomáhá Ionicovy s matematikou. Mihai a Dana se střetnou ve třídě. Dana zjistí, že ten, kdo jí dříve dával květiny (a to bylo dlouho) je Mihai. Mihai dá Daně na krk ozdobu a líbají se.

## Obsazení

### Hlavní role
- Ștefan Bănică-junior - žák Mihai Marinescu
- Mihai Constantin - žák Ionică Popescu
- Oana Sârbu - žačka Dana Vasilescu
- Cesonia Postelnicu - žačka Geta
- Tudor Petruț - žák Șerban Pascu
- Tamara Buciuceanu-Botez - profesorka Baldovin „Isoscel”
- Ion Caramitru - profesor Mihai Gavrilescu „Sokrates”
- Silviu Stănculescu - táta Șerbana, doktor
- Dorina Lazăr - máma Șerbana, doktor
- Sebastian Papaiani - táta Mihaie
- Cristina Deleanu - ředitelka školy
- Iarina Demian - máma Dany
- Liviu Crăciun - táta Dany
- Mihai Mereuță - nea Pandele, vrátný na internátě
- Cătălin Păduraru - žák Vlad Hulubei
- Dan Cociș - žák Adrian

### Dále hrají
- Violeta Apetrei
- Carmen Papa
- Costin Mărculescu
- Ștefan Velniciuc
- Dorina Done
- Rada Istrate
- Carmen Ungureanu
- Simion Negrilă
- Ioan Albu
- Dumitru Crăciun
- Ilie Gîlea
- Ion Neacșu
- George Ivașcu
- Mihaela Gavril
- Bogdan Vodă
- Mihaela Teleoacă